# 四氢噻喃-4-酮
四氢噻喃-4-酮是化学式 C5H8OS的有机化合物，可用于合成像是红霉素的天然产物。

## 制备
四氢噻喃-4-酮可以由3,3'-硫代二丙酸二甲酯狄克曼缩合反应成3-甲氧羰基四氢噻喃-4-酮，再皂化和脱羧而成：

## 性质
四氢噻喃-4-酮是浅黄色固体。在气态下，它最稳定的结构是椅型结构。这个分子的键长分别是：C=O = 1.223(5) Å、C-S = 1.804(3) Å、C-C = 1.527(3) Å和C-H = 1.116(6) Å。